# 別宮貞俊
別宮 貞俊（べっく さだとし、1893年2月18日 - 1958年9月19日）は、日本の実業家、工学博士、登山家。住友電気工業初代社長を務めた。

## 経歴
東京都で別宮音五郎の子として生まれる。1917年に東京帝国大学工学部電気科を卒業し、逓信省で電気試験所技師を務め、東京工業大学教授も務めた。
1930年に住友電気工業の前身である住友電線製造所に転職し、常務、専務、社長を歴任した。
東京電機大学教授、日本科学技術情報センター理事長、日本電気学会会長なども歴任した。登山が趣味で日本山岳会会長も務めた。
1958年9月19日、狭心症のために死去。65歳没。